# Вэньчан (космодром)
Китайский космодром Вэньчан (кит. трад. 中國文昌航天發射場, упр. 中国文昌航天发射场, пиньинь Zhōngguó wénchāng hángtiān fāshè chǎng, палл. чжунго вэньчан хантянь фашэ чан; англ. China Wenchang Spacecraft Launch Site, сокр. WSLC) — четвёртый китайский космодром. Прежнее (до ноября 2016 года) название — Центр запуска спутников Вэньчан, также известный, как Космический городок Вэньчан.
Расположен на острове Хайнань, на самом юге Китая.
Космодром Вэньчан имеет ключевое значение для реализации космической программы Китая. С него запускаются на орбиту все модули и грузовые корабли снабжения «Тяньчжоу» национальной космической станции «Тяньгун». С него же стартуют миссии лунной программы Китая.

## Данные
Космодром расположен в городском уезде Вэньчан на северо-восточном побережье острова Хайнань, известного своими курортами. Выбор этого места в качестве площадки для строительства нового космодрома обусловлен, прежде всего, двумя факторами: во-первых, близостью к экватору, обеспечивающей преимущество в начальном импульсе при запуске космических ракет, во-вторых, расположением на берегу моря с обилием удобных бухт, необходимым для доставки ракет-носителей «Чанчжэн-5» от завода в Тяньцзине к месту запуска самым дешёвым и единственным пригодным для столь крупных грузов видом транспорта — морским. Будущий космический центр по проекту займёт территорию площадью 20 км² на первой стадии и расширится до 30 км² — на второй . Наиболее важная его часть — район стартовых комплексов, как предполагается, будет располагаться в непосредственной близости городка Лунлоу, для чего всех его жителей, а также жителей соседнего поселения Дунцзяо, общей численностью около 6100 человек, китайское правительство планирует отселить в безопасные районы. Другой частью космического центра должен стать тематический космический парк площадью 407 га для привлечения туристов, которые смогут наблюдать отсюда за запусками.
В 2014 году, за 5 лет, были завершены основные работы по строительству нового космодрома. Его близость к экватору облегчила запуск тяжёлых ракет. С этого космодрома запускаются аппараты лунной программы Китая «Чанъэ».
Первый запуск тяжёлой ракеты-носителя «Чанчжэн-5» состоялся 3 ноября 2016 года, второй (неудачный) — 2 июля 2017.
В 2020 году отсюда прошёл пуск космического аппарата «Чанъэ-5», который в автоматическом режиме решил задачу посадки на Луну и возвращения образцов грунта на Землю.

## Преимущества и недостатки
преимущества
- Низкая широта (19,6 с. ш.)
- Прибрежное расположение (доставка ракет по морю и морские районы падения отработанных ступеней)

недостатки
- тропический климат (1500—2000 мм осадков, 100 дней грозы, периодические тайфуны)

Остров Хайнань, где работает космодром, известен в основном как популярный тропический курорт. Власти Китая уверены, что наличие космодрома не повлияет на местную туристическую индустрию, так как стартовая площадка достаточно удалена от основных мест туристического отдыха, а также в новых ракетах-носителях будут использоваться высокоэкологические стандарты. Более того, около космодрома для привлечения туристов создается тематический парк, посвящённый космическим технологиям.

## Стартовые комплексы
Космодром имеет два стартовых комплекса, соединенных специальными рельсами с двумя сборочными зданиями. Один из комплексов (побольше) сможет обслуживать запуск ракет-носителей CZ-5 семейства «Чанчжэн». Другой из них (поменьше) служит для запуска CZ-7 и CZ-8 из того же семейства «Чанчжэн». В перспективе планируется строительство третьей стартовой позиции. Имеются неофициальные данные о местонахождении первых двух стартовых комплексов:
| Стартовый комплекс | Ракета носитель       | Ближайший населённый пункт | Координаты                       |
| ------------------ | --------------------- | -------------------------- | -------------------------------- |
| 2k1 (LC101)        | Чанчжэн-5             | Деревня Западный Диюань    | 19°36′51″ с. ш. 110°57′03″ в. д. |
| 2k2 (LC201)        | Чанчжэн-7 / Чанчжэн-8 | Деревня Уху                | 19°37′05″ с. ш. 110°57′19″ в. д. |

| Количество пусков в год | Количество пусков в год | Количество пусков в год | Количество пусков в год | Количество пусков в год |
| ----------------------- | ----------------------- | ----------------------- | ----------------------- | ----------------------- |
| 2016                    |                         |                         | 2                       |                         |
| 2017                    |                         |                         | 2                       |                         |
| 2018                    |                         |                         | -                       |                         |
| 2019                    |                         |                         | 1                       |                         |
| 2020                    |                         |                         | 5                       |                         |
| 2021                    |                         |                         | 3                       |                         |

| Неполный перечень пусков | Неполный перечень пусков  | Неполный перечень пусков | Неполный перечень пусков | Неполный перечень пусков                                                                                   | Неполный перечень пусков | Неполный перечень пусков  | Неполный перечень пусков |
| №                        | Дата, время запуска (UTC) | Стартовый комплекс       | Ракета-носитель          | Полезная нагрузка                                                                                          | Орбита                   | Вес полезной нагрузки, кг | Состояние                |
| ------------------------ | ------------------------- | ------------------------ | ------------------------ | --- | ------------------------ | ------------------------- | ------------------------ |
| 1                        | 24 июня 2016, 12:00       | LC201                    | Чанчжэн-7                | Уменьшенная копия многофункционального возвращаемого аппарата                                              | НОО                      |                           | Успех                    |
| 2                        | 3 ноября 2016, 11:01      | LC101                    | Чанчжэн-5                | Экспериментальный коммуникационный спутник Шицзянь-17 для демонстрации технологий электрического двигателя | ГСО                      | 4000                      | Успех                    |
| 3                        | 20 апреля 2017, 11:41     | LC201                    | Чанчжэн-7                | Тяньчжоу-1                                                                                                 | НОО                      | 13 500                    | Успех                    |
| 4                        | 2 июля 2017, 11:23        | LC101                    | Чанчжэн-5                | Экспериментальный коммуникационный спутник Шицзянь-18 для демонстрации технологий электрического двигателя | ГПО                      | 7600                      | Неудача                  |
| 5                        | 27 декабря 2019, 12:45    | LC101                    | Чанчжэн-5                | Шицзянь-20                                                                                                 | ГПО                      |                           | Успех                    |
| 6                        | 16 марта 2020, 13:34      | LC201                    | Чанчжэн-7А               | Xinjishu Yanzheng-6                                                                                        | ГПО                      |                           | Неудача                  |
| 7                        | 5 мая 2020, 17:51         | LC101                    | Чанчжэн-5Б               | Прототип нового ПТК                                                                                        | НОО                      |                           | Успех                    |
| 8                        | 23 июля 2020, 4:41        | LC101                    | Чанчжэн-5                | Тяньвэнь-1                                                                                                 | к Марсу                  |                           | Успех                    |
| 9                        | 23 ноября 2020, 20:30     | LC101                    | Чанчжэн-5                | Чанъэ-5 | к Луне                   |                           | Успех                    |
| 10                       | 22 декабря 2020, 4:37     | LC201                    | Чанчжэн-8                | XJY + попутная ПН                                                                                          | ССО                      |                           | Успех                    |
| 11                       | 11 марта 2021, 17:51      | LC201                    | Чанчжэн-7А               | Шияннь-9                                                                                                   | ГПО                      |                           | Успех                    |
| 12                       | 29 апреля 2021, 3:23      | LC101                    | Чанчжэн-5Б               | Тяньхэ | НОО                      |                           | Успех                    |
| 13                       | 29 мая 2021, 12:55        | LC201                    | Чанчжэн-7                | Тяньчжоу-2                                                                                                 | к Тяньгун                | 13 500                    | Успех                    |